# Nodo alle budella
Nodo alle budella  è un romanzo dello scrittore francese Léo Malet, comunemente conosciuto come il terzo volume della sua "Trilogia nera", dopo La vita è uno schifo e Il sole non è per noi. I tre episodi non sono un sequel, ma vengono considerati una trilogia perché sono stati scritti uno di seguito all'altro, e inoltre a causa dell'ambientazione comune (la Parigi proletaria di metà secolo), del genere letterario (il noir) e dello stile, semplice e diretto ma decisamente avventuroso

## Trama
Il protagonista è Paul Blondel detto Paulot, trentenne proletario che vive di espedienti nella Parigi popolare del primo dopoguerra. Mentre si aggira in una fiera di strada cercando di spacciare gioielli falsi, rimane colpito dalla bellezza di una giovane, la ventiduenne Jeanne Perrichaux, che invece di cadere nella sua trappola lo attira nella bettola dove vive con lo zio Robert, e poi in camera da letto. “Cosa fai nella vita?” le chiede Paulot, lei risponde “L'amore”. “E a parte questo?” “Niente di speciale”.  Si trasferiscono a vivere sopra il locale, dove lo zio utilizza la bella nipote per attirare i clienti maschi come mosche sul miele. Un giorno però arriva l'ex fidanzato di Jeanne, che lei chiama a sua volta Paulot ma che tutti conoscono come Caïd, piccolo gangster appena uscito di galera: invece di dare il fatto suo a Paul come vorrebbe zio Robert, lo prende con sé nella sua attività fuorilegge: rapine, furti, raggiri.
Paul si integra nella banda. Nel giro di un anno mette da parte abbastanza denaro da andare a vivere con Jeanne, ma il mondo gli crolla addosso quando zio Robert gli fa scoprire che Jeanne si incontra nella vecchia stanza alla bettola con Fredo, uno della banda del Caïd. Paul sembra accettare di essere lasciato da Jeanne, ma durante un furto in villa medita di sparare al suo rivale. Alla fine non ci riesce, ma la sua coscienza gli rimprovera di essere un debole.
Un giorno però durante una rapina scarica la Mauser addosso a un impiegato, colpevole solo di somigliare come una goccia d'acqua alla voce della sua coscienza che gli disturba il sonno. Il Caïd gli dà dei soldi e gli consiglia di fuggire, ma Paul si accorge che gli ha consegnato banconote segnate e in più ha messo la polizia sulle sue tracce. I giornali gli attribuiscono vari altri omicidi, i pochi amici si rifiutano di ospitarlo; una notte a Lione riesce a sfuggire per poco quando una ex che lo ha ospitato chiama la polizia. Chiuso in una cameretta di pensione, tenta goffamente di falsificare i numeri di serie delle banconote, poi fugge a Marsiglia, costretto in un ospizio per indigenti. Anche qui però teme le retate; crede di riuscire a riposare in un bordello ma viene riconosciuto e messo KO. Prima che la polizia arrivi la tenutaria Marcelle, ex prostituta frequentata quand'era adolescente, lo aiuta a fuggire. Dopo un passaggio su un camion verso la Costa Azzurra, Paul ricorda di avere un'amica nei dintorni di Hyères, Marie-Anne, che dopo la morte del marito svedese vive da sola in una casa isolata.
Qui finalmente viene accolto a braccia aperte, anzi Marie-Anne ha seguito le sue peripezie sui giornali e si aspettava che arrivasse a chiedere aiuto. La situazione è perfetta, la donna è persino innamorata di lui e assicura che può fermarsi quanto vuole. Eppure, proprio adesso che potrebbe vivere in pace, tornano i suoi incubi paranoici. Si convince che prima o poi Marie-Anne lo tradirà, e in un momento di relax dopo un rapporto sessuale la strangola.
Naturalmente viene scoperto quasi subito dal garzone del negozio alimentari venuto per la consegna settimanale. Ossessionato dal cadavere sul letto, Paul telefona alla polizia e si autodenuncia. Solo chiuso in cella riesce a riprendere sonno, ma gli torna in sogno la voce della sua coscienza.

## Genesi del romanzo
Malgrado i tre romanzi siano stati scritti nella seconda metà degli anni Quaranta, è solo vent'anni dopo che vede la luce la “Serie nera” di Léo Malet. Jean-Claude Rohmer, direttore della rivista di cinema “Midi-Minuit Magazine”, era un collezionista delle “Éditions du Scorpion”, non riusciva a entrare in possesso del volume con il romanzo di Malet; contattò l'autore dal quale venne a sapere che non era mai stato pubblicato perché malgrado apparisse nell'elenco delle Scrorpion, la casa editrice era fallita prima dell'uscita dalla tipografia. Malet l'aveva scritto dopo Il sole non è per noi, ampliando il racconto On ne tue pas les rêves che era apparso su “Lectures de Paris”.
Nel frattempo Malet era diventato famoso con le avventure del commissario Nestor Burma e aveva lasciato il romanzo nel cassetto. Fu quindi Rohmer a ideare l'uscita di un volume che raccogliesse i tre romanzi, presso la casa editrice Terrain Vague, la stessa che aveva pubblicato i libri “maledetti” di Boris Vian e i fumetti di Barbarella.

## Edizioni
- Léo Malet, Nodo alle budella, Metrolibri, 1993, ISBN 88-7248-090-6.
- Léo Malet, Nodo alle budella, Fazi Editore, 2002, ISBN 88-8112-375-4.
- Léo Malet, Trilogia nera, Fazi Editore, 2003, ISBN 88-8112-426-2.
- Léo Malet, Trilogia nera, Mondolibri, 2004.